# Северинув (Ласький повіт)
Северинув (пол. Sewerynów) — село в Польщі, у гміні Відава Ласького повіту Лодзинського воєводства.
Населення — 46 осіб (2011).
У 1975-1998 роках село належало до Серадзького воєводства.

## Демографія
Демографічна структура станом на 31 березня 2011 року:
|          | Загалом | Допрацездатний вік | Працездатний вік | Постпрацездатний вік |
| -------- | ------- | ------------------ | ---------------- | -------------------- |
| Чоловіки | 21      | 2                  | 15               | 4                    |
| Жінки    | 25      | 3                  | 14               | 8                    |
| Разом    | 46      | 5                  | 29               | 12                   |